# Davison (Michigan)
Pour les articles homonymes, voir Davison.
Davison est une ville du comté de Genesee, dans l'État du Michigan, aux États-Unis. En 2020, sa population était de 5 143 habitants.